# 帕利欽齊 (沃洛奇斯克區)
49°40′59″N 26°16′2″E / 49.68306°N 26.26722°E
帕利欽齊（烏克蘭語：Пальчинці）是位於烏克蘭西部的村莊，由赫梅利尼茨基州裡赫梅利尼茨基區的沃洛奇斯克市鎮負責管轄。該村始建於1860年，面積0.15平方公里，海拔高度296米，人口0，人口密度每平方公里60人。